# Sprachliches Bild
Ein sprachliches Bild ist eine Sammelbezeichnung für sämtliche Formen sprachlichen Ausdrucks mit dem Ziel visuelle Evokation zu generieren. Bildhaftigkeit ist somit als wesentlicher Bestandteil von Sprachkunstwerken zu betrachten. Als rhetorische Stilmittel zielen sprachliche Bilder also explizit darauf ab, ein „Bild“ im Kopf des Lesers oder Zuhörers zu erschaffen. Hierbei wird hauptsächlich zwischen der Metapher, dem Vergleich und der Personifikation unterschieden. Sprachliche Bilder dienen ausschließlich der Veranschaulichung von etwas und dürfen daher nicht wortwörtlich verstanden werden.

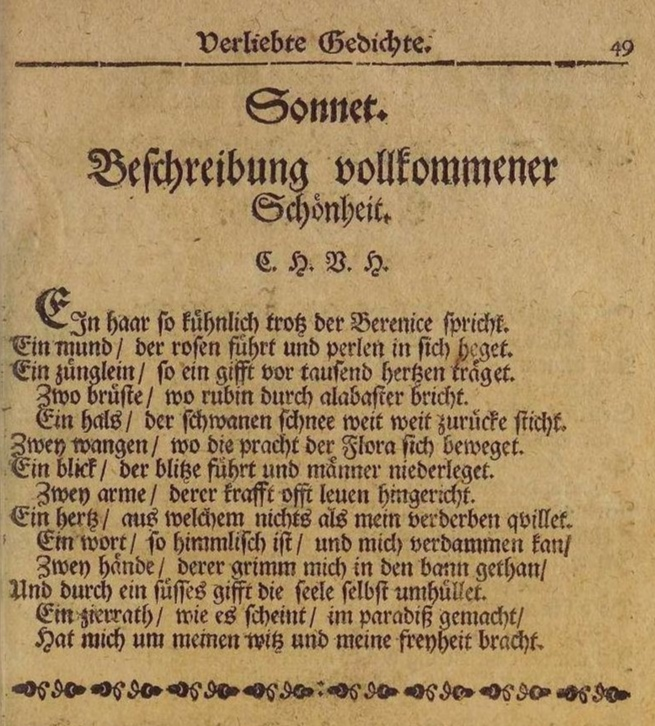
Barockes Sonett „Beschreibung vollkommener Schönheit“ (1695) mit Anhäufung bildhafter Ausdrücke von Christian Hoffmann von Hoffmannswaldau

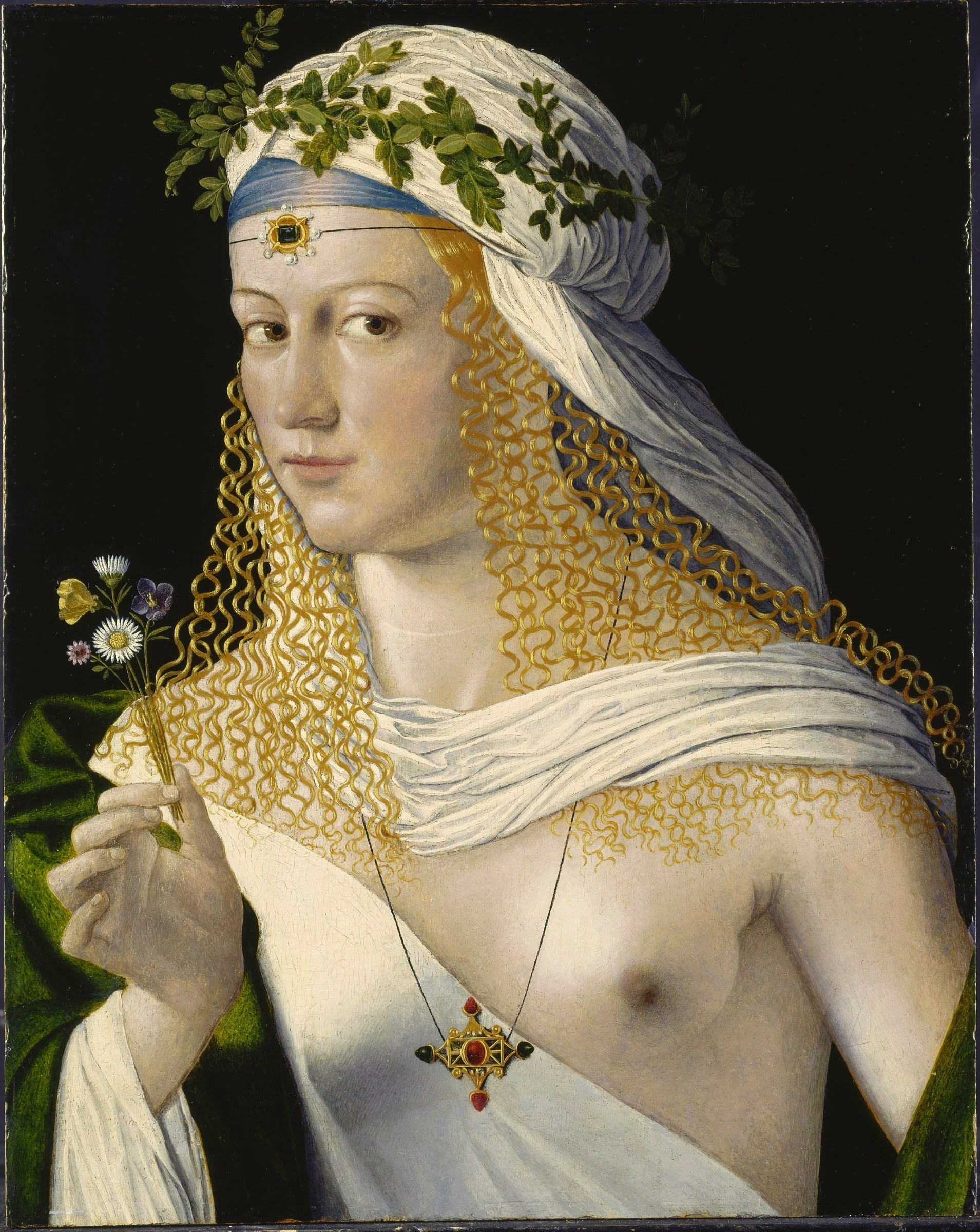
Flora, Gemälde mit dem Sonett Hoffmannwaldaus entsprechenden Motiven von Bartolomeo Veneto

## Wirkung
Bildhaftigkeit erzeugt als sprachliches Gebilde starke Gefühleinprägsamkeit, Gehaltsverdichtung und Anschaulichkeit. Aus Autorenperspektive ist Bildhaftigkeit ein wichtiges Mittel zur Eigenschöpfung, womit zugleich an die Phantasie des Rezipienten appelliert wird, das literarische Werk adäquat auf den Ebenen etwa optischer Eindrücke, Verbildlichung abstrakter Verhältnisse, Veranschaulichung von Empfindungen und Denkweisen nachzuvollziehen.

## Formen bildhafter Darstellungsmittel
Dichterische Sprache lebt allgemein von Bildhaftigkeit. Im Bereich der Darstellungsmittel des sinnlich nicht Fassbaren sind zwei Kategorien zu unterscheiden: Zum einen existieren Sonderformen wie Gleichnis, Vergleich, Symbol, Sinnbild, Emblem, Metapher, Chiffre sowie Katachrese; zum anderen sogenannte uneigentliche Redeformen wie Allegorie und Personifikation.

### Metapher
Die Metapher sorgt für ein „Bild“, ohne einen Vergleich zu erschaffen. Ein Beispiel wäre: „Er/ Sie flog von der Schule.“ Damit ist nicht gemeint, dass die Person Flügel hat und tatsächlich wegflog, sondern, dass sie die Schule verlassen musste.

### Vergleich
Ein Vergleich schafft ein Bild, in dem es etwas in eine Relation mit etwas anderem setzt. Signalwörter sind zum Beispiel "als", "wie" oder "so wie". Ein Beispiel für einen Vergleich wäre: „Der Hund war so groß wie ein Pferd.“

### Personifikation
Die Personifikation gibt Gegenständen oder Lebewesen Eigenschaften, die sonst einem Menschen zugeschrieben werden. Dies wird auch als Spezialfall einer Metapher angesehen. Als Beispiel kann der Satz „Die Sonne lacht.“ angeführt werden.